# جيمس أ. ماكاي
جيمس أ. ماكاي (بالإنجليزية: James A. Mackay) هو مؤرخ بريطاني، ولد في 21 نوفمبر 1936 في إنفرنيس في المملكة المتحدة، وتوفي في 12 أغسطس 2007 في غلاسكو في المملكة المتحدة.
كان جيمس ماكاي كاتباً اسكتلندياً غزير الإنتاج وجامع طوابع اسكتلندي لم ينافسه في إنتاج أعمال الطوابع سوى فريد ملفيل. وصفه جون هولمان، محرر النشرة البريطانية لهواة جمع الطوابع، بأنه "كاتب طوابع لا مثيل له" ولكن سمعته تضررت بسبب إدانته بالسرقة من المتحف البريطاني في بداية حياته المهنية، مما كلفه وظيفته هناك، واتهامهِ بالسرقة الأدبية.

## وصلات خارجية
- جيمس أ. ماكاي على موقع إن إن دي بي (الإنجليزية)